# Ноаска
Ноаска (итал. Noasca) — коммуна в Италии, располагается в регионе Пьемонт, в провинции Турин.
Население составляет 187 человек (2008 г.), плотность населения составляет 3 чел./км². Занимает площадь 77 км². Почтовый индекс — 10080. Телефонный код — 0124.
В коммуне 15 августа особо празднуется Успение Пресвятой Богородицы.

## Демография
Динамика населения:

## Администрация коммуны
- Официальный сайт: